# Viiu Härm
 (novembre 2017).
Si vous disposez d'ouvrages ou d'articles de référence ou si vous connaissez des sites web de qualité traitant du thème abordé ici, merci de compléter l'article en donnant les références utiles à sa vérifiabilité et en les liant à la section « Notes et références ».
Viiu Härm, née le 3 juillet 1944 à Tallinn, est une écrivaine et actrice estonienne.

## Biographie
Viiu Härm naît à Tallinn pendant l'occupation allemande lors de la Seconde Guerre mondiale, elle est l'aînée des deux enfants d'Evald et Liidia Härm (née Kiive). Son frère Tiit Härm est maître de ballet et chorégraphe. Elle étudie au département des arts du spectacle de l'Académie estonienne de musique et de théâtre en 1962–1965. Sa carrière d'actrice commence avec le rôle principal de Salme dans le drame de guerre Õhtust hommikuni réalisé par Leida Laius en 1962 d'après la nouvelle de Heino Puhvel. Elle enchaîne avec un rôle de soutien dans le drame Ühe katuse all réalisé par Igor Eltsov en 1963, basé sur l'histoire Ühes majas de l'auteur estonien Hans Lebrecht. En 1967, elle apparaît dans son dernier rôle au cinéma, celui de Paula, dans le drame Tütarlaps mustas réalisé par Veljo Käsper. Elle a également apparu dans plusieurs productions télévisées. Elle se produit sur scène du Théâtre de la ville de Tallinn jusqu'en 1971.
Après avoir pris sa retraite du théâtre avant l'âge de trente ans, Härm se concentre sur l'écriture. Ses premières œuvres de poésie ont été publiées dans le magazine de jeunesse Säde et la revue Noorus et la plus ancienne revue littéraire d'Estonie Looming. En 1973, Eesti Raamat publie son premier recueil de poésie Pealkirjata. Le prix littéraire Eduard-Vilde lui est remis en 2005 pour le roman Õhuaken paru en 2004.

## Vie privée
Elle est mariée avec l’écrivain et homme politique Paul-Eerik Rummo.